# Tommaso Salvadori

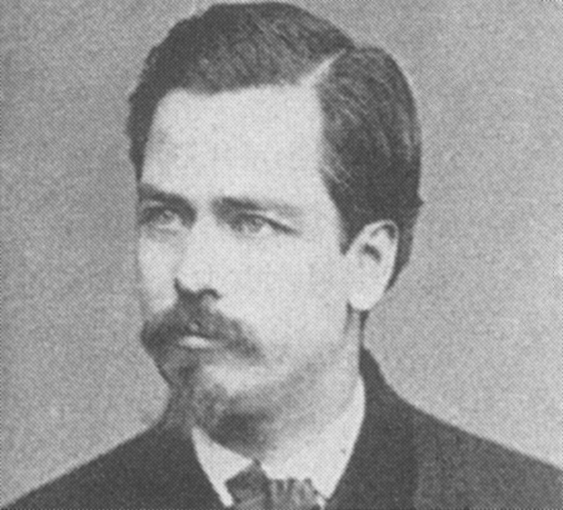
Tommaso Salvadori

Graf Tommaso Salvadori (vollständiger Name und Titel Adelardo Tommaso Salvadori Paleotti o Conte Tommaso Salvadori Adlard; * 30. September 1835 in Porto San Giorgio; † 9. Oktober 1923 in Turin) war ein italienischer Arzt, Autor und Ornithologe.

## Leben und Wirken
Tommaso Salvadori wurde als Sohn des italienischen Grafen Luigi Salvadori und der Engländerin Esther Welby in Porto San Giorgio geboren. Nach seinem Medizinstudium in Rom und Pisa nahm er 1860 an Giuseppe Garibaldis zweiter Expedition nach Sizilien teil. Er war medizinischer Offizier in Garibaldis Bataillon. Anschließend zog er nach Turin und widmete sich der Vogelkunde. Von 1863 bis 1879 war er Assistent unter Direktor Filippo De Filippi (1814–1867) am Museum für Zoologie der Universität Turin. Von 1879 bis zu seinem Tod im Jahre 1923 war er Vizedirektor des Museums. Unter Salvadoris Schaffen erwarb das Museum eine der wichtigsten ornithologischen Sammlungen Italiens. Salvadori war ein Spezialist für die asiatische Vogelwelt. 1874 erschien das Werk Catalogo Sistimatica Degli Uccelli di Borneo und 1880 das Werk Ornitologia della Papuasia e delle Molucche. Von 1890 bis 1891 arbeitete er am Natural History Museum in London an den ornithologischen Katalogen mit.
Auf Salvadoris Konto gehen über 340 wissenschaftliche Arbeiten. Er gehörte zu herausragendsten Ornithologen seines Landes.

## Dedikationsnamen
Mehrere Tierarten sind nach Salvadori benannt, darunter die Salvadoriente (Salvadorina waigiuensis), der Papuawaran (Varanus salvadorii), der Salvadorifasan (Lophura inornata), der Salvadori-Feigenpapagei (Psittaculirostris salvadorii), der Salvadori-Ameisenschlüpfer (Myrmotherula minor), der Salvadori-Astrild (Cryptospiza salvadorii), die Torreskrähe (Corvus orru), der Salvadori-Habicht (Megatriorchis doriae), der Salvadori-Honigfresser (Lichmera squamata) und die Salvadori-Nachtschwalbe (Caprimulgus pulchellus).

## Schriften (Auswahl)
- Intorno a due nuovi generi dui uccelli. In: Atti della Società italiana di scienze naturali. Band 8, 1866, S. 370–374 (biodiversitylibrary.org – 1865).
- Nueve Specie di Uccelli di Borneo. In: Atti della Reale Accademia delle scienze di Torino. Band 3, 1868, S. 524–533 (google.de).
- 1869: Monografia del Gener Cayx Lacépède, Atti della R. Accademia delle Scienze.
- 1871: Nuove specie di uccelli dei generi Criniger, Picus ed Homoptila Nov. Gen. Atti della R. Accademia delle Scienze.
- 1872, mit O. Antinori: Intorno al Cypselus horus, Atti della R. Accademia delle Scienze.
- 1872, mit O. Antinori: Intorno ad un nuovo genere di Saxicola Torino (1872), Atti della R. Accademia delle Scienze.
- 1873, mit O. Antinori: Nuova specie del Genere Hyphantornis, Atti della R. Accademia delle Scienze.
- Nuove specie di uccelli delle Isole Aru e Rei raccolto da Odoardo Beccari. In: Annali del Museo civico di storia naturale di Genova (= 1. Band 6). 1874, S. 73–80 (biodiversitylibrary.org).
- Altre nuove specie di uccelli della Nuova Guinea e di Goram raccolto dal Signor L. M. L'Albertis. In: Annali del Museo civico di storia naturale di Genova (= 1. Band 6). 1874, S. 81–86 (biodiversitylibrary.org).
- mit Luigi Maria d’Albertis: Catalogo degli raccolti da L. M. D'Albertis durante la 2.a e 3.a esplorazione del Fiume Fly negli anni 1876 et 1877. In: Annali del Museo civico di storia naturale di Genova. Band 14, 1879, S. 21–147 (biodiversitylibrary.org).
- Catalogo di una collezione di uccelli fatta nella parte occidentale di Sumatra dal Prof. Odoardo Beccari. In: Annali del Museo civico di storia naturale di Genova (= Serie 1). Band 14, 1879, S. 169–253 (biodiversitylibrary.org).
- 1879: Di alcune specie del Genere Porphyrio Briss. Atti della R. Accademia delle Scienze.
- 1879: Ornitologia della Papuasia e delle Molucche, Atti della R. Accademia delle Scienze.
- 1880: Osservazioni intorno ad alcune specie del Genere Collocalia G.R. Gr., Atti della R. Accademia delle Scienze.
- Catologo de una collezioni di uccili dello Scioa fatta dal Dott. Vincenzo Ragazzi negli anni 1884, 1885, 1886. In: Annali del Museo civico di storia naturale di Genova (= 2). Band 26, 1888, S. 185–326 (biodiversitylibrary.org).
- 1889: Collezioni ornitologiche fatte nelle isole del Capo Verde da Leonardo Fea, Annali Museo Civico di Storia Naturale di Genova (2) 20: 1–32.
- 1891: Catalogue of the Psittaci, or parrots, in the collection of the British museum (London).
- 1893: Catalogue of the Columbae, or pigeons, in the collection of the British museum (London).
- 1895: Catalogue of the Chenomorphae (Palamedeae, Phoenicopteri, Anseres) Crypturi and Ratitae in the collection of the British Museum (London).
- Viaggio del dottor Alfredo Borelli nella Repubblica Argentina e nel Paraguay, XVI. Uccelli raccolti nel Paraguay, nel Matto Grosso, nel Tacuman e nella Provincia di Salta. In: Bolletino della Società dei Musei di Zoologia ed Anatomia comparata della R. Università di Torino. Band 10, Nr. 208, 1895, S. 1–24 (italienisch, biodiversitylibrary.org).
- 1901: Due nuove specie di Uccelli dell' Isola di S. Thomé e dell'Isola del Principe raccolte dal sig. Leonardo Fea. Bolletino della Società dei Musei di Zoologia ed Anatomia comparata della R. Università di Torino.
- 1901: Uccelli della Guinea Portoghese raccolti da Leonardo Fea, Annali del Museo Civico di Storia Naturale di Genova
- 1903: Caratteri di due nuove specie di Uccelli di Fernando Po, Bolletino della Società dei Musei di Zoologia ed Anatomia comparata della R. Università di Torino.
- 1903: Contribuzioni alla ornitologia delle Isole del Golfo di Guinea, Memorie della Reale Academia delle Scienze di Torino, série II, tome LIII.